# Gordon Stewart Northcott
Gordon Stewart Northcott, född 9 november, 1906, död 2 oktober 1930, var en kanadensisk seriemördare och pedofil som var verksam i USA. Mellan 1926 och 1928 mördade han minst 3 unga pojkar på sin ranch i Wineville, Kalifornien (numera kallat Mira Loma). Northcott hade även tvingat sin yngre systerson Sanford Clark att agera som medbrottsling i morden.

## Winevillemorden
Northcott flyttade från Kanada till Kalifornien med sina föräldrar 1924. Med hjälp av sina föräldrar kunde han köpa mark utanför staden Wineville utanför Los Angeles där han med faderns hjälp byggde en ranch inriktad på hönsuppfödning. I samband med detta kom även Northcotts systerson Sanford Clark ner från Kanada för att bo och arbeta på Northcotts ranch. Sanford uppgav senare för polisen att Nortchcott i praktiken höll honom fången på ranchen och utsatte honom för regelbundna sexuella övergrepp. Under de dryga två åren som följde kidnappade och mördade Northcott tillsammans med Sanford minst 3 unga pojkar från Los Angelesområdet och förde dem till sin ranch där han höll dem inlåsta i ett hönshus (på grund av detta skulle fallet senare komma att kallas för The Wineville Chicken Coop murders) och förgrep sig på dem upprepade gånger innan han högg ihjäl dem med en yxa. 
Den 31 augusti 1928 kom två poliser till Northcotts ranch och tog Sanford Clark i förvar sedan det kommit till deras kännedom att han vistades illegalt i USA. I själva verket hade Sanfords anhöriga i Kanada börjat misstänka att något inte stod rätt till på Northcotts ranch och meddelat amerikanska myndigheter att Sanford vistades där illegalt i hopp om att polisen skulle ta honom därifrån. Sanford började ganska omedelbart berätta för polisen om vad som hade hänt och ledde poliserna till en plats på ranchens område där kvarlevorna från tre unga pojkar påträffades nedgrävda. Två av dessa kunde identifieras som bröderna Lewis och Nelson Winslow (12 respektive 10 år gamla) som försvann den 16 maj 1928. Den tredje pojken kunde aldrig säkert identifieras men Northcott uppgav själv senare för polisen att pojken hette Alvin Gothea och kom från Mexiko. 
Northcott lyckades inledningsvis undkomma polisen och tog sig till sin syster i Kanada där han greps den 19 september 1928. Han överlämnades till USA den 30 november samma år. Under polisutredningen och rättegången som följde befanns Northcott skyldig till morden på bröderna Winslow samt den tredje pojken vars identitet aldrig kunde fastställas och dömdes till döden den 13 februari 1929. Northcott pendlade mellan att hävda han var helt oskyldig och att lämna flera erkännanden, även andra mord som han ej var misstänkt för (han erkände totalt uppemot 20 mord vid olika tillfällen) bara för att sedan ta tillbaka alla erkännanden igen. Under sin tid i fängelset antydde han vid flera tillfällen att han kunde tänka sig att leda polisen till platser där kvarlevor efter fler offer skulle finnas, vilket han dock aldrig gjorde.
Gordon Northcott avrättades genom hängning, 23 år gammal, på San Quentinfängelset den 2 oktober 1930.
Sanford Clark dömdes till 5 års ungdomsvård, straffet omvandlades dock senare till 23 månader på grund av gott uppförande. Efter att ha frisläppts återvände han till Kanada där han levde under återstoden av sitt liv. Han avled 1993, 78 år gammal.

## Fallet Walter Collins
Den 10 mars 1928 försvann 9-årige Walter Collins från Lincoln Heights i Los Angeles. Fallet fick mycket stor uppmärksamhet i media och Los Angeles-polisen lade ner mycket tid och resurser på sökandet efter pojken, dock utan resultat. Några månader efter att Walter Collins försvann återfanns en pojke i DeKalb, Illinois som påstod sig vara Walter Collins, varpå han fördes till Los Angeles för att återförenas med sin mor, Christine. När Christine såg pojken uppgav hon dock att han inte var hennes son, men övertalades ändå att ta med pojken hem. Christine fortsatte dock att hävda att pojken inte var hennes son och skaffade bland annat fram sin sons tandkort som tydligt visade att Walter Collins och pojken som utgav sig för att vara Walter Collins inte var samma person. Trots att Christine nu hade bevis för att pojken inte var hennes son fick detta konsekvensen att hon blev tvångsinlagd på mentalsjukhus på order av kommissarie J.J. Jones, som ansvarade polisens utredning av Walter Collinsfallet, i ett försök från denne att dölja det faktum att polisen hade begått ett misstag. 10 dagar senare erkände dock pojken i fråga att han inte var Walter Collins, varpå Christine släpptes fri. Pojken visade sig istället vara Arthur Hutchens Jr, en 12-årig pojke från Iowa som rymt hemifrån och som utgivit sig för att vara Walter Collins i hopp om att få komma till Hollywood för att träffa sin idol Tom Mix. Christine stämde senare kommissarie J.J. Jones och den 13 september 1930 dömdes J.J. Jones att betala 10 800 dollar i skadestånd till Christine (motsvarande 155 000 dollar i 2020 års penningvärde), pengar som Jones dock aldrig betalade. 
Gordon Northcott var även misstänkt för att ha mördat Walter Collins och Sanford Clark ska även ha pekat ut Walter som ett av Northcotts offer. Trots detta återfanns aldrig några kvarlevor efter Walter på ranchen och Northcott erkände aldrig det mordet. Istället erkände Northcotts mor, Sarah Louise Northcott, som bott på sonens ranch i perioder och sannolikt kände till vad sonen sysslade med, att det var hon som mördade Walter. Trots att det inte fanns några konkreta bevis som styrkte detta och trots att hon inledningsvis även erkände de övriga morden som sonen misstänktes för utan några som helst bevis dömdes Sarah Louise Northcott i december 1928 till livstids fängelse för mordet på Walter Collins. Hon tog dock senare tillbaka sitt erkännande men morddomen upphävdes aldrig. Hon frigavs villkorligt 1940 och dog året därpå.
Dagen innan sin avrättning skickade Gordon Northcott ett telegram till Christine Collins där han uppgav att han skulle berätta sanningen om vad som hände hennes son om hon personligen kom och träffade honom i fängelset, vilket hon gjorde. När hon väl kom dit hade Northcott dock ändrat sig och uppgav att han inte ville prata med henne eftersom han ansåg att han var helt oskyldig till allt han var dömd för. 
Christine Collins gav aldrig upp hoppet om att hennes son fortfarande var vid liv. Hon dog 1964, 75 år gammal. Walter Collins har aldrig återfunnits.

## I populärkultur
Gordon Northcott förekommer som karaktär i filmen Changeling, som är baserad på historien om Christine Collins. I filmen spelas Northcott av Jason Butler Harner.